# Связь через нефритовый флакон
«Связь через нефритовый флакон» (англ. Snuff-Bottle Connection, кит. трад. 神腿鐵扇功, упр. 神腿铁扇功, палл. Шэнь туй те шань гун) — тайваньский фильм режиссёров Дун Цзиньху и Лили Лю.

## Сюжет
Русские сговариваются с маньчжурами-предателями, которые планируют передать карту стратегически важных объектов, чтобы русские могли вторгнуться на территорию Китая. Правительство собирается выявить предателей и поэтому посылает своего человека Чжу Сяотяня, который будет расследовать это дело и шпионить за русским генералом Толстым и его людьми. Поскольку Толстой является хорошим стрелком, Сяотянь просит помощи у своего брата Гао Хуа и парня по имени Доуцзы. Вскоре раскрывается предательство судьи, а главным предателем оказывается генерал Шэнтун. Сяотянь и его помощники крадут нюхательный флакон, с помощью которого маньчжуры распознают русских. Тем не менее, Сяотянь и его команда должны предотвратить сделку и арестовать предателей.

## В ролях
| Актёр        | Роль                   |
| ------------ | ---------------------- |
| Джон Лю      | Чжу Сяотянь            |
| Хван Чжон Ри | генерал Шэнтун         |
| Е Фэйян      | Гао Хуа                |
| Хуан Илун    | Сяо Доуцзы             |
| Цао Цзянь    | канцлер Пу             |
| Филлип Коу   | коррумпированный судья |
| Сюй Ся       | Тао Кунь               |
| Рой Хоран    | Толстой                |
| Гань Дэмэнь  | мясник                 |
| Цай Фугуй    | официант               |

## Съёмочная группа
- Компания: Fortuna Film Co.
- Продюсер: Ричард Ду
- Исполнительный продюсер: Джонни Ли
- Режиссёр: Дун Цзиньху, Лили Лю
- Сценарист: Ду Лянти
- Ассистент режиссёра: Се Дэнбяо, Лю Мэнвэй
- Постановка боевых сцен: Юнь Вопхин, Сюй Ся
- Художник-постановщик: Линь Дэнхуан
- Монтажёр: Пхунь Хун
- Грим: Чжоу Линъюань
- Оператор: Линь Вэньцзинь, Фань Цзиньюй
- Композитор: Чау Фуклён
- Дизайнер по костюмам: Вон Сиумань

## Отзывы
Борис Хохлов с HKCinema.ru называет фильм безусловной классикой боевого кино и главным виновником успеха считает постановщика боёв Юнь Вопхина. Бен Джонсон с ресурса Kung Fu Movie Guide также отмечает участие координатора боевых сцен: 
Буйная пряжа кунг-фу, в которой Ын Сиюнь воссоединяет свои находки из Тайных соперников Джона Лю и Хван Чжон Ри под разъярённой хореографией молодого кинорежиссёра Юнь Вопхина.